# Campeonato da NACAC de Atletismo de 2007
A 1ª edição do Campeonato da NACAC de Atletismo foi um campeonato de atletismo organizado pela NACAC no estádio Estádio Jorge "Mágico" González, na cidade de San Salvador, em El Salvador.  Essa foi a edição inaugural do evento, sendo a última das seis associações da IAAF a contar com competição de atletismo na categoria sênior. Um total de quarenta e três eventos foi disputado, 22 por atletas masculinos e 21 por atletas femininos, com a presença de 275 atletas de 26 nacionalidades. 

## Medalhistas

### Masculino

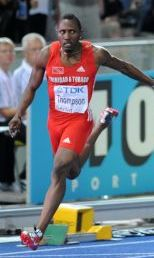
Richard Thompson ganhou a medalha de ouro de 100 m masculino.

| Evento                      | Ouro                                                                                 | Ouro     | Prata                                                                       | Prata    | Bronze                                                                                           | Bronze                   |
| --------------------------- | ------------------------------------------------------------------------------------ | -------- | --------------------------------------------------------------------------- | -------- | ------------------------------------------------------------------------------------------------ | ------------------------ |
| 100 metros                  | Richard Thompson (TRI)                                                               | 10.322   | Monzavous Edwards (USA)                                                     | 10.327   | Abidemi Omole (USA)                                                                              | 10.34                    |
| 200 metros                  | Jordan Vaden (USA)                                                                   | 20.17    | Michael Mitchell (USA)                                                      | 20.48    | Chris Lloyd (DMA)                                                                                | 20.73                    |
| 400 metros                  | Calvin Smith Jr. (USA)                                                               | 45.52    | Arismendy Peguero (DOM)                                                     | 45.63    | Nery Brenes (CRC)                                                                                | 46.00                    |
| 800 metros                  | Golden Coachman (USA)                                                                | 1:49.01  | Pablo Solares (MEX)                                                         | 1:49.28  | Moise Joseph (HAI)                                                                               | 1:50.25                  |
| 1 500 metros                | Pablo Solares (MEX)                                                                  | 3:45.29  | Isaías Haro (MEX)                                                           | 3:48.53  | Luis Soto (PUR)                                                                                  | 3:49.69                  |
| 5 000 metros                | Ben Bruce (USA)                                                                      | 14:27.90 | Julio Perez (MEX)                                                           | 14:29.45 | Jose Garcia (GUA)                                                                                | 14.33.31                 |
| 10 000 metros               | Julio Perez (MEX)                                                                    | 29.38.31 | Jose Garcia (GUA)                                                           | 29.42.11 | Apenas dois concorrentes                                                                         | Apenas dois concorrentes |
| 20 km marcha atlética       | Walter Sandoval (ESA)                                                                | 1:28.29  | David Mejia (MEX)                                                           | 1:28.51  | Allan Segura (CRC)                                                                               | 1:29.50                  |
| 110 metros barreiras        | Dexter Faulk (USA)                                                                   | 13.35    | Decosma Wright (JAM)                                                        | 13.67    | Linnie Yarbrough (USA)                                                                           | 13.70                    |
| 400 metros barreiras        | LaRon Bennett (USA)                                                                  | 48.76    | Jonathan Williams (BLZ)                                                     | 48.88    | Javier Culson (PUR)                                                                              | 49.31                    |
| 3.000 metros com obstáculos | Michael Spence (USA)                                                                 | 8.39.51  | Josafat Gonzalez (MEX)                                                      | 8.43.08  | Ben Bruce (USA)                                                                                  | 8.56.09                  |
| 4×100 metros estafetas      | Estados Unidos · Abidemi Omole · Jordan Vaden · Michael Mitchell · Monzavous Edwards | 38.99    | Jamaica · Decosma Wright · Orlando Reid · Tristan Taylor · Carl Barret      | 39.77    | Trinidad e Tobago · Niconnor Alexander · Richard Thompson · Rondel Sorrillo · Emmanuel Callander | 39.92                    |
| 4×400 metros estafetas      | Estados Unidos · Reuben McCoy · Calvin Smith Jr. · Michael Mitchell · David Neville  | 3:02.78  | Jamaica · DeWayne Barrett · Lansford Spence · Bryan Steele · Michael Manson | 3:04.32  | República Dominicana · Carlos Santa · Pedro Mejía · Yoel Tapia · Arismendy Peguero               | 3:04.96                  |
| Salto em altura             | Adam Shunk (USA)                                                                     | 2.23 m   | Gerardo Martínez (MEX)                                                      | 2.21 m   | Julio Luciano (DOM)                                                                              | 2.17 m                   |
| Salto com vara              | José Montano (MEX)                                                                   | 5.15 m   | Cristian Sanchez (MEX)                                                      | 4.80 m   | Jeremy Scott (USA)                                                                               | 4.80 m                   |
| Salto em comprimento        | Carlos Jorge (DOM)                                                                   | 7.89 m   | Tyrone Harris (USA)                                                         | 7.83 m   | Le Juan Simon (TRI)                                                                              | 7.71 m                   |
| Salto triplo                | Marc Kellman (USA)                                                                   | 16.50 m  | Allen Simms (PUR)                                                           | 16.37 m  | Le Juan Simon (TRI)                                                                              | 15.72 m                  |
| Arremesso de peso           | Rubin Williams (USA)                                                                 | 18.43 m  | Tyron Benjamin (DMA)                                                        | 16.81 m  | Jorge Castro (GUA)                                                                               | 13.91 m                  |
| Lançamento de disco         | Nick Petrucci (USA)                                                                  | 56.17 m  | Adonson Shallow (VIN)                                                       | 52.39 m  | Jesús Sánchez (MEX)                                                                              | 50.15 m                  |
| Lançamento do martelo       | Jake Freeman (USA)                                                                   | 70.32 m  | Luis Saavedra (MEX)                                                         | 62.62 m  | Roberto Sawyers (CRC)                                                                            | 61.98 m                  |
| Lançamento do dardo         | Justin St. Clair (USA)                                                               | 73.16 m  | Darwin Garcia (DOM)                                                         | 69.64 m  | Rigoberto Calderón (NIC)                                                                         | 66.50 m                  |
| Decatlo                     | Darwin Colón (HON)                                                                   | 6330 pts | Adolphus Jones (SKN)                                                        | 6092 pts | Apenas dois concorrentes                                                                         | Apenas dois concorrentes |

### Feminino

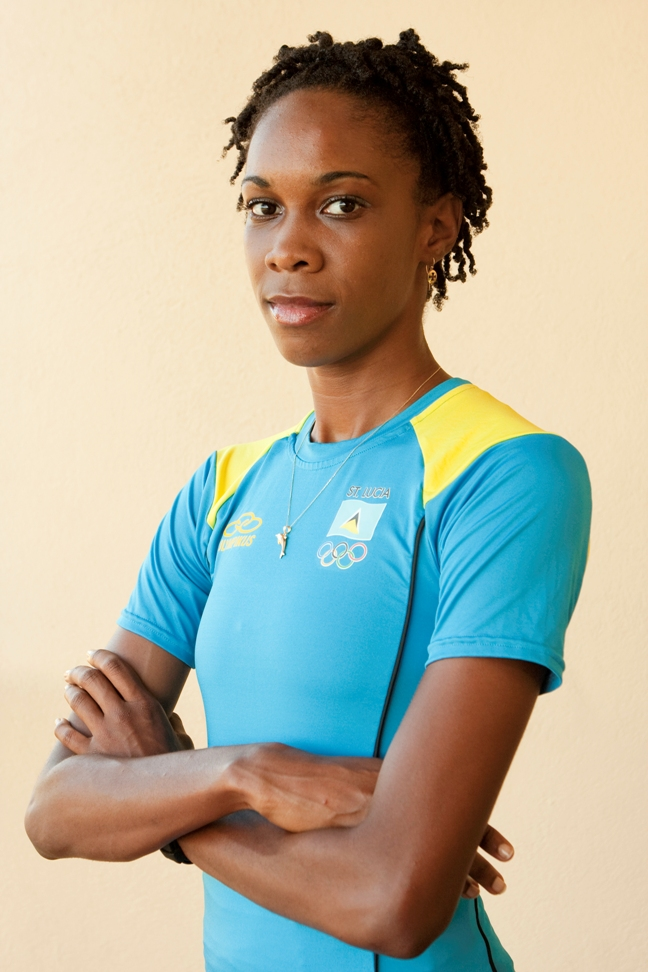
Lavern Spencer ganhou ouro no salto em altura feminino.

| Evento                      | Ouro                                                                             | Ouro        | Prata                                                                                    | Prata    | Bronze                                                                                    | Bronze   |
| --------------------------- | -------------------------------------------------------------------------------- | ----------- | ---------------------------------------------------------------------------------------- | -------- | ----------------------------------------------------------------------------------------- | -------- |
| 100 metros                  | Mechelle Lewis (USA)                                                             | 11.37       | Alexis Weatherspoon (USA)                                                                | 11.43    | Carol Rodríguez (PUR)                                                                     | 11.47    |
| 200 metros                  | Virgil Hodge (SKN)                                                               | 22.73 w     | Shareese Woods (USA)                                                                     | 22.97 w  | Latonia Wilson (USA)                                                                      | 23.14 w  |
| 400 metros                  | Debbie Dunn (USA)                                                                | 52.68       | Clora Williams (JAM)                                                                     | 53.27    | Kineke Alexander (VIN)                                                                    | 53.52    |
| 800 metros                  | Mary Jayne Harrelson (USA)                                                       | 2:05.10     | Lizaira Del Valle (PUR)                                                                  | 2:05.73  | Sheena Gooding (BAR)                                                                      | 2:06.01  |
| 1 500 metros                | Mary Jayne Harrelson (USA)                                                       | 4:30.09     | Yamilé Alaluf (MEX)                                                                      | 4:37.64  | Sonny Garcia (DOM)                                                                        | 4:49.62  |
| 5 000 metros                | Whitney McDonald (USA)                                                           | 16:42.12    | Marisol Romero (MEX)                                                                     | 17:00.47 | Elsa Monterosso (GUA)                                                                     | 17:59.85 |
| 10 km marcha atlética       | Cristina López (ESA)                                                             | 44:16.21    | Veronica Colindres (ESA)                                                                 | 47:39.93 | Evelyn Nunez (GUA)                                                                        | 47:40.36 |
| 100 metros barreiras        | Candice Davis (USA)                                                              | 13.12       | Tiffany Ofili (USA)                                                                      | 13.27    | Monique Morgan (JAM)                                                                      | 13.39    |
| 400 metros barreiras        | Latosha Wallace (USA)                                                            | 56.54       | Carlene Robinson (JAM)                                                                   | 57.25    | Sherlenia Green (USA)                                                                     | 58.26    |
| 3.000 metros com obstáculos | Kristin Anderson (USA)                                                           | 10:21.82    | Sandra Lopez Reyes (MEX)                                                                 | 11:04.79 | Gabriela Trana (CRC)                                                                      | 11:11.17 |
| 4×100 metros estafetas      | Jamaica · Nadine Palmer · Rose Whyte · Anneisha McLaughlin · Peta-Gaye Dowdie    | 43.73       | Estados Unidos · Shameka Marshall · Alexis Weatherspoon · Candice Davis · Mechelle Lewis | 43.91    | Trinidad e Tobago · Ayanna Hutchinson · Sasha Springer · Nandelle Cameron · Fana Ashby    | 43.98    |
| 4×400 metros estafetas      | Estados Unidos · Latosha Wallace · Shareese Woods · Latonia Wilson · Debbie Dunn | 3:29.15     | Jamaica · Ronetta Smith · Carlene Robinson · Rose Whyte · Clora Williams                 | 3:30.16  | El Salvador · Veronica Quijano · Josselin Escobar · Natalia Santamaria · Jessica Bautista | 4:01.50  |
| Salto em altura             | Levern Spencer (LCA)                                                             | 1.89 m      | Romary Rifka (MEX)                                                                       | 1.87 m   | Juana Arrendel (DOM)                                                                      | 1.87 m   |
| Salto com vara              | Becky Holliday (USA)                                                             | 4.15 m      | Cecilia Villar (MEX)                                                                     | 3.60 m   | Glayds Quijada (ESA)                                                                      | 3.50 m   |
| Salto em comprimento        | Shameka Marshall (USA)                                                           | 6.34 m      | Nolle Graham (JAM)                                                                       | 6.26 m   | Tanika Liburd (SKN)                                                                       | 6.12 m   |
| Salto triplo                | Ayanna Alexander (TRI)                                                           | 13.29 m (w) | Tiombe Hurd (USA)                                                                        | 13.22 m  | Amy Seward (PUR)                                                                          | 12.93 m  |
| Arremesso de peso           | Cleopatra Borel-Brown (TRI)                                                      | 17.53 m     | Annie Alexander (TRI)                                                                    | 15.89 m  | Shernelle Nicholls (BAR)                                                                  | 15.82 m  |
| Lançamento de disco         | Stephanie Trafton (USA)                                                          | 59.27 m     | Annie Alexander (TRI)                                                                    | 53.63 m  | Shernelle Nicholls (BAR)                                                                  | 51.15 m  |
| Lançamento do martelo       | Jessica Cosby (USA)                                                              | 65.15 m     | Candice Scott (TRI)                                                                      | 60.52 m  | Jessica Ponce (MEX)                                                                       | 58.95 m  |
| Lançamento do dardo         | Ana Gutierrez (MEX)                                                              | 51.52 m     | Anna Raynor (USA)                                                                        | 50.86 m  | Erma-Gene Evans (LCA)                                                                     | 47.95 m  |
| Heptatlo                    | Gabriela Carrillo (ESA)                                                          | 5022 pts    | Mariana Abuela (MEX)                                                                     | 4824 pts | Natoya Baird (TRI)                                                                        | 4611 pts |

## Quadro de medalhas
O campeonato ficou marcado pelo domínio americano no quadro geral de medalhas. 
| Ordem | País                     | Medalha de ouro | Medalha de prata | Medalha de bronze | Total |
| ----- | ------------------------ | --------------- | ---------------- | ----------------- | ----- |
| 1     | Estados Unidos           | 28              | 9                | 6                 | 43    |
| 2     | México                   | 4               | 14               | 2                 | 20    |
| 3     | Trinidad e Tobago        | 3               | 3                | 5                 | 11    |
| 4     | El Salvador              | 3               | 1                | 2                 | 6     |
| 5     | Jamaica                  | 1               | 7                | 1                 | 9     |
| 6     | República Dominicana     | 1               | 2                | 4                 | 7     |
| 7     | São Cristóvão e Neves    | 1               | 1                | 1                 | 3     |
| 8     | Santa Lúcia              | 1               | 0                | 1                 | 2     |
| 9     | Honduras                 | 1               | 0                | 0                 | 1     |
| 10    | Porto Rico               | 0               | 2                | 4                 | 6     |
| 11    | Guatemala                | 0               | 1                | 4                 | 6     |
| 12    | Dominica                 | 0               | 1                | 1                 | 2     |
| 12    | São Vicente e Granadinas | 0               | 1                | 1                 | 2     |
| 14    | Belize                   | 0               | 1                | 0                 | 1     |
| 15    | Costa Rica               | 0               | 0                | 4                 | 4     |
| 16    | Barbados                 | 0               | 0                | 3                 | 3     |
| 17    | Haiti                    | 0               | 0                | 1                 | 1     |
| 17    | Nicarágua                | 0               | 0                | 1                 | 1     |
|       | TOTAL                    | 43              | 43               | 40                | 126   |

## Participantes
Participaram 275 atletas de 26 nacionalidades.
| - Anguila (1) - Aruba (1) - Barbados (7) - Bermudas (2) - Belize (5) - Ilhas Virgens Britânicas (5) - Ilhas Caimã (6) - Costa Rica (13) - Dominica (3) | - República Dominicana (28) - Guatemala (12) - Haiti (2) - Honduras (6) - Jamaica (21) - México (31) - Antilhas Holandesas (4) - Nicarágua (1) - Porto Rico (19) | - El Salvador (19) - São Cristóvão e Neves (10) - Santa Lúcia (3) - São Vicente e Granadinas (5) - Trinidad e Tobago (19) - Turcas e Caicos (1) - Estados Unidos (45) - Ilhas Virgens Americanas (6) |